# Lagune La Banana
La lagune La Banana, en Argentine, est un petit lac andin d'origine glaciaire situé sur le territoire de la province de Chubut, dans le département de Futaleufú, en Patagonie. 

## Accès
On y accède en voiture par la route provinciale 71 (gravillons) qui passe à l'est de la lagune Terraplén et qui relie le lac Futalaufquen à la route nationale 259, donc à la ville d'Esquel et à la nationale 40.

Il reste alors quelque trois kilomètres d'ascension à pied pour arriver au but.

## Géographie
La lagune La Banana doit son nom de banane à sa forme rectangulaire fort allongée d'ouest en est. Elle se trouve à proximité mais en dehors du territoire du parc national Los Alerces. 

Elle est située à plus ou moins deux kilomètres au nord du rivage septentrional de la lagune Terraplén et à plus ou moins douze kilomètres au sud-est du bras sud-est du lac Futalaufquen.
Elle est nichée au sein de l'extrémité sud du Cordón Rivadavia qui est orienté nord-sud et domine le lac Futalaufquen. 

Sise à 982 mètres d'altitude, La lagune La Banana est alimentée par des petits cours d'eau issus des hauteurs environnantes appartenant au Cordón Rivadavia. 

Elle reçoit au niveau de son extrémité occidentale les eaux de la lagune La Pera située à 400 mètres au nord-ouest. 
Son émissaire quitte la lagune au départ de son extrémité est et après quelques méandres et cascades se jette dans la lagune Terraplén. Le río Desaguadero qui coule du sud vers le nord et qui draine le Cordón Situación à l'ouest (2250 m) et le Cordón Rivadavia à l'est, finit par déverser les eaux de ces lagunes vers le bras sud-est du lac Futalaufquen.
La lagune La Banana fait donc partie du bassin versant du río Futaleufú, lequel finit sa course dans l'Océan Pacifique.